# Caroline Lavelle
Caroline Lavelle (ur. 8 maja 1964 w Londynie) – angielska wiolonczelistka, wokalistka i autorka tekstów, która nagrała trzy solowe albumy oraz współpracowała z wieloma artystami (w tym ponad dwadzieścia lat z Loreeną McKennitt) i zespołami jako muzyk sesyjny i koncertowy.

## Życiorys
Urodzona w Londynie, spędziła dzieciństwo z rodziną na prowincji. Jako sześciolatka zaczęła naukę gry na pełnowymiarowej wiolonczeli. W latach osiemdziesiątych XX wieku studiowała w Royal College of Music w Londynie. Często grała na ulicy (przed stacją metra Kensington oraz Covent Garden Theatre) muzykę barokową z Anne Stephenson i Virginią Astley w grupie o nazwie Humouresque. Po studiach rozpoczęła pracę jako muzyk sesyjny. Została dostrzeżona przez Frankiego Gavina, członka irlandzkiego zespołu De Dannan, który namówił ją do dołączenia do zespołu, grała w nim do początku lat dziewięćdziesiątych. Zaczęła śpiewać i komponować pod koniec lat osiemdziesiątych.
W 1992 roku wzięła udział w nagraniu utworu (jako wokalistka i wiolonczelistka) Home of the Whale zespołu Massive Attack (w 2000 roku utwór znalazł się na ścieżce dźwiękowej filmu Eye of the Beholder – z Ewanem McGregorem i Ashley Judd). W 1995 producent William Orbit zaproponował jej nagranie albumu solowego Spirit.. W tym samym roku rozpoczęła się jej wieloletnia, trwająca do chwili obecnej współpraca z kanadyjską artystką Loreeną McKennitt (jako wiolonczelistka i wokalistka w chórkach). W międzyczasie brała udział w projektach wielu innych artystów (szczegóły poniżej).
W roku 2001 nagrała swój drugi solowy album Brilliant Midnight a trzy lata później trzeci Distant Bell (2004). W 2016 roku wydała album Secret Sky z trio o tej samej nazwie (pozostali członkowie to multiinstrumentalista Brian Hughes i skrzypek Hugh Marsh – również muzycy wspomagający od wielu lat Loreenę McKennitt).

## Albumy
- Spirit (1995)
- Brilliant Midnight (2001)[2]
- Distant Bell (2004)[3]
- Secret Sky (2016) z Secret Sky[4]

## Współpraca
Artystka współpracowała z wielu muzykami jako: wiolonczelistka, wokalistka oraz autorka tekstów:
| Rok  | Artysta                                  | Album                           | Udział                        | Utwory |
| ---- | ---------------------------------------- | ------------------------------- | ----------------------------- | --- |
| 1983 | Fun Boy Three                            | Waiting                         | wiolonczela                   | wszystkie |
| 1989 | All About Eve                            | Scarlet and Other Stories       | wiolonczela                   | Gold and Silver, Tuesday’s Child                                                                                   |
| 1989 | Mary Black                               | No Frontiers                    | wiolonczela                   | The Shadow, Columbus                                                                                               |
| 1992 | Peter Gabriel                            | Us                              | wiolonczela                   | Love to Be Loved, Washing of the Water, Secret World                                                               |
| 1992 | Massive Attack                           | Hymn of the Big Wheel EP        | śpiew & wiolonczela           | Home of the Whale                                                                                                  |
| 1993 | De Dannan                                | Ballroom                        | wiolonczela, śpiew, aranżacja | wszystkie |
| 1995 | Afro Celt Sound System                   | Volume 1 Sound Magic            | wiolonczela, śpiew            | Eistigh Liomsa Sealad / Listen To Me                                                                               |
| 1995 | Radiohead                                | The Bends                       | wiolonczela                   | Fake Plastic Trees, Nice Dream                                                                                     |
| 1995 | Vangelis                                 | Voices                          | śpiew & tekst                 | Come to Me |
| 1995 | Loreena McKennitt                        | A Winter Garden                 | wiolonczela                   | wszystkie, oprócz 1 & 3                                                                                            |
| 1997 | Loreena McKennitt                        | The Book of Secrets             | wiolonczela                   | The Mummers’ Dance, Dante’s Prayer                                                                                 |
| 1999 | Loreena McKennitt                        | Live Paris & Toronto            | wiolonczela                   | wszystkie |
| 2006 | Loreena McKennitt                        | An Ancient Muse                 | wiolonczela                   | wszystkie, oprócz 1 & 4                                                                                            |
| 2007 | Loreena McKennitt                        | Nights from the Alhambra        | wiolonczela                   | wszystkie |
| 2008 | Loreena McKennitt                        | A Midwinter Night’s Dream       | wiolonczela                   | wszystkie, oprócz 5, 6 & 11                                                                                        |
| 2009 | Loreena McKennitt                        | From Istanbul To Athens         | wiolonczela                   | wszystkie oprócz CD1 utwór 4 i CD2 utwory 1, 2, 6, 7 & 9                                                           |
| 2010 | Loreena McKennitt                        | The Wind That Shakes the Barley | wiolonczela                   | wszystkie oprócz utwór 9                                                                                           |
| 2012 | Loreena McKennitt                        | Troubadours on the Rhine        | wiolonczela                   | wszystkie |
| 2014 | Loreena McKennitt                        | The Journey So Far              | wiolonczela, chórki           | wszystkie oprócz CD1 utwór 1, 2, 3, 5, 6, 7, 8, 10 & 11                                                            |
| 2018 | Loreena McKennitt                        | Lost Souls                      | wiolonczela                   | wszystkie |
| 2019 | Loreena McKennitt                        | Live at the Royal Albert Hall   | wiolonczela, chórki           | |
| 1996 | Electric Strings Quartet with The Pogues | Pogue Mahone                    | wiolonczela                   | Anniversary, Love You 'Til the End, Pont Mirabeau                                                                  |
| 1996 | Nigel Kennedy                            | Kafka                           | śpiew & tekst                 | Breathing Stone |
| 1997 | Chicane                                  | Far from the Maddening Crowds   | śpiew & tekst                 | Lost You Somewhere                                                                                                 |
| 1998 | Hector Zazou                             | Lights in the Dark              | wiolonczela                   | Gol Na Dtrí Muire (Lament Of The Three Marys), Seacht Ndólás Na Maighdine Muire (Seven Sorrows Of The Virgin Mary) |
| 2003 | Hector Zazou                             | Strong Currents                 | śpiew & tekst                 | The Freeze |
| 2004 | Hector Zazou                             | L’Absence                       | śpiew & tekst                 | Lies Will Flow |
| 1999 | Art of Trance                            | Voice of Earth                  | śpiew & tekst                 | Breathe |
| 2001 | Muse                                     | Origin of Symmetry              | wiolonczela                   | Megalomania, Feeling Good, Citizen Erased                                                                          |
| 2001 | Thomas Dolby                             | Forty                           | wiolonczela & chórki          | I Love You Goodbye, My Brain Is Like a Sieve, Hyperactive!                                                         |
| 2003 | BT                                       | Emotional Technology            | wiolonczela & śpiew           | The Great Escape                                                                                                   |
| 2003 | The Chieftains                           | Further Down the Old Plank Road | wiolonczela                   | wszystkie |
| 2006 | Sleepthief                               | The Dawnseeker                  | śpiew & tekst                 | Nightjar |
| 2009 | Sleepthief                               | Labyrinthine Heart              | wiolonczela                   | Rainy World |
| 2018 | Sleepthief                               | Mortal Longing                  | śpiew                         | Asleep in Metropolis                                                                                               |
| 2013 | Tarja Turunen                            | Colours in the Dark             | wiolonczela                   | Deliverance, Until Silence                                                                                         |

Współpracowała także z The Durutti Column, Laurie Anderson, The Waterboys, Siouxsie and the Banshees, Graham Parker, The Cranberries i Ryuichi Sakamoto.